# Гаджиев, Раджаб Мурадович
 Раджаб Мурадович Гаджиев (1 сентября 2005) —  российский спортсмен, специализируется по ушу. Чемпион России. Кандидат в мастера спорта России.

## Спортивная карьера
Является воспитанником кизлярской школы ушу, занимается под руководством Ачало Магомедаминова. В апреле 2024 года в Москве, победив в финале Сейфуллу Ходжаева, стал чемпионом России.

## Спортивные достижения
- Чемпионат России по ушу 2024 — ;